# Yann (auteur)
 (mars 2019).
 (août 2018).
Yann Le Pennetier (pour l'état-civil : Lepennetier), dit Yann ou parfois Balac, est un scénariste de bande dessinée français, né le 25 mai 1954 à Marseille.

## Carrière
Yann  a été rendu célèbre au début des années 1980 par ses travaux avec Didier Conrad publiés dans Spirou (Les Hauts de page, Bob Marone et surtout Les Innommables). Il devient scénariste[Quand ?] (Sambre, Freddy Lombard avec Yves Chaland, Yoyo avec Frank Le Gall) dans divers genres de la bande dessinée.
Il est à l'origine de nombreuses séries comme Pin-Up, Odilon Verjus, Spoon et White, Le Grand Duc, Dent d'ours, Black Squaw, Double 7 ou encore Atom Agency.
Yann collabore sur certains classiques : Le Marsupilami (7 albums), Lucky Luke (3 albums), Spirou et Fantasio (5 albums) et XIII Mystery (1 album).
Il crée les séries dérivées Gastoon (2 tomes), puis Louve (7 tomes).
Depuis 2018, il est le scénariste de la série Thorgal.
Patrick Gaumer considère Yann « parmi les principaux scénaristes contemporains ».

## Biographie

### Débuts dansSpirou(1975-1983)
Après des études d'architecture, puis cinq ans d'études de communication visuelle et audiovisuelle à Marseille, Yann se lance dans la bande dessinée. Il est d'abord dessinateur, mais préfère se consacrer au scénario pour pouvoir « traiter simultanément plusieurs univers ».
En 1978, il rencontre Didier Conrad. Entré à Spirou, le duo se fait remarquer par ses publications comme Les Innommables, dont deux épisodes sont publiées entre 1980 et 1982. Ils créent diverses animations du journal, dont les « Hauts de page », gags situés dans les blancs des hauts de pages, qui, de fin 1980 à début 1982, critiquent le fonctionnement du journal.
Ces publications tranchent sur le ton général de l'hebdomadaire. Yann acquiert la réputation d'un scénariste d'humour prometteur. « Rénovateur de la BD humoristique », il fait partie d'une génération de scénaristes qui remettent en question les générations précédentes. Après 1982, Yann et Conrad commencent à disparaître de Spirou, par décision de la rédaction.

### La périodeCircus(1983-1989)
Après Spirou, Yann entre en 1983 à Circus. Il publie les premières histoires longues de Bob Marone, toujours avec Conrad. Il entame des collaborations avec Marc Hardy (La Patrouille des libellules et Lolo et Sucette entre 1984 et 1988), Frank Le Gall (Yoyo, 1985-1987), Yslaire (Sambre, 1985-1989), Denis Bodart (Célestin Speculoos, 1988) et Olivier Neuray (Nuit blanche, 1989). En parallèle, il reprend le scénario du Freddy Lombard d'Yves Chaland sur les trois derniers épisodes (1986-1989).
Ses collaborations avec Conrad et Hardy confirment son statut de scénariste humoristique qui aime à choquer (La Patrouille des libellules caricature de manière violente aussi bien les Juifs que les Nazis). Ses autres collaborations lui permettent de montrer de nouvelles facettes de ses talents. Yoyo aborde l'onirisme et l'absurde ; Sambre est une épopée réaliste parsemée de références littéraires et dénuée de tout humour ; ses Freddy Lombard, derrière un humour référentiel au second degré, sont construits avec soin. Avec Nuit blanche, en 1989, Yann lance sa première série réaliste « classique », sans plus d'ambition que de raconter une histoire.

### Diversification
À l'arrêt de Circus en 1987, Yann élargit ses collaborations, et cherche de nouveaux supports et éditeurs. Sa production porte sur des séries humoristiques (Leonid et Spoutnika, une série de gags dans la Russie pour le magazine d'actualité belge L'Instant, avec Philippe Bercovici chez Marsu Productions (1990-1994) ; la série des Sales petits contes à l'humour corrosif dont certains sont prépubliés dans Spirou et figurent dans la nouvelle collection Humour Libre de Dupuis ; Basil et Victoria, avec Édith, chez Les Humanoïdes associés (4 tomes de 1990 à 2006) ; Odilon Verjus, avec Laurent Verron, chez Le Lombard (1996-2006) ; Spoon & White, une série à l'humour référencé sur Clint Eastwood, avec Simon Léturgie), des séries d'aventure plus classiques (Pin-Up, une série glamour avec Philippe Berthet chez Dargaud à partir de 1994 ; Chasseurs d'étoiles, où il part à la quête de météorites pour Spirou avec Olivier Wozniak et repris en albums chez Dupuis dans la collection Repérages (3 tomes de 1991 à 2001) ; Les Éternels, avec Félix Meynet chez Dargaud (6 albums de 2003 à 2010)). Certains titres connaissent une prépublication dans Bodoï. Il s'attaque au western hard-boiled avec Colt Walker, avec Fabrice Lamy, chez Dargaud, puis Soleil Productions (1997-2001).
Il reprend également des univers de la bande dessinée franco-belge, en collaborant avec des auteurs installés. Ainsi, il succède à Greg comme scénariste de la série dérivée Le Marsupilami. Il conçoit les histoires de sept tomes sous la direction d'André Franquin et avec Batem au dessin chez Marsu Productions, publiés entre 1989 et 1994.
Avec Morris, il co-écrit le scénario du tome Le Klondike, suite indirecte au Pied-Tendre, classique de René Goscinny. Il entreprend parallèlement la création et le développement d'une série dérivée, Kid Lucky. Son partenaire Didier Conrad et lui-même utilisent le pseudonyme de Pearce pour développer cette version enfant de Lucky Luke, co-scénarisée par Jean Léturgie. Après le deuxième album Oklahoma Jim, qui sort discrètement en 1997, la série est arrêtée.
Le trio Yann/Conrad/Leturgie crée alors Cotton Kid, qui reprend plusieurs éléments de Kid Lucky et connaît six tomes chez l'éditeur Vents d'Ouest, entre 1999 et 2003. Yann se concentre aussi sur ses séries plus adultes : Pin-Up aux éditions Dargaud et Spoon & White aux éditions Dupuis. La première est mise en veille en 2005 avec un neuvième album et s'achève en 2011. La seconde voit son avenir menacé avec la fin de la collection Humour Libre. Elle est récupérée par les éditions Vents d'Ouest à partir du tome 5, publié en 2003.
Les relations avec Dupuis restent positives et le scénariste se voit confier le scénario du troisième Spirou hors-série de la collection Une aventure de Spirou et Fantasio par..., avec Fabrice Tarrin au dessin, qui sort en 2007.
Il est appelé pour aider Jean-David Morvan à écrire le tome 50 de la série régulière, sorti en 2008.
En 2009, il signe l'histoire du cinquième hors-série, dessiné par Olivier Schwartz, Le Groom vert-de-gris. Cet album a pour cadre Bruxelles durant la Seconde Guerre mondiale. La sortie donne lieu à une polémique dans la presse spécialisée,.
En 2008, il crée Le Grand Duc avec Romain Hugault, trilogie aéronautique historique chez Paquet, dans la collection Cockpit (2008-2010).
En 2009, il signe également sa première adaptation littéraire, le diptyque Les Hauts de Hurlevent, avec Édith, chez Delcourt (2009-2010).

### Reprises et prolongements (années 2010)
En 2010, il signe le scénario du tome 3 de la série dérivée XIII Mystery, dessiné par Éric Henninot et Bérengère Marquebreucq pour les éditions Dargaud.
En 2011, il publie un dixième tome de Pin-Up, toujours dessiné par Philippe Berthet, et s'investit dans une autre des séries historiques de Jean Van Hamme.
En 2011, paraît le premier tome de Gastoon, nouvelle série centrée sur le jeune neveu du héros sans emploi créé par Franquin, que Yann co-scénarise avec Jean Léturgie, sur un dessin de Simon Léturgie pour Marsu Productions. Mais Yann est plutôt intéressé par l'univers de Thorgal, personnage créé par Van Hamme et dessiné par Grzegorz Rosiński.
Il lui est d'abord proposé d'écrire une série dérivée, intitulée Louve, centrée sur la fille cadette de Thorgal. Il accepte et sort un premier diptyque entre 2011 et 2012, sur un dessin du russe Roman Surzhenko. Les éditions Le Lombard le confirment au poste de scénariste de Louve, mais lui confient aussi une autre série dérivée : La Jeunesse de Thorgal. Le premier tome de cette préquelle est publié début 2013.
Les éditions Dupuis permettent à Olivier Schwartz et lui de concevoir deux autres aventures de la collection Une aventure de Spirou et Fantasio par..., pour former une trilogie. Il s'agit des tomes 7, en 2014 et 11, publié début 2017.
En 2017, la série Louve se conclut au bout de sept tomes. La même année, Yann est chargé de la série principale. Le tome 36 devait s'intituler Les Naufragés du Ciel selon un premier scénario de Xavier Dorison, puis est rebaptisé simplement Aniel. Il sort en 2018.
De 2013 à 2018, il écrit la série Dent d'ours en collaboration avec Alain Henriet au dessin. Composé de six tomes, elle se déroule à la fin de la Seconde Guerre mondiale. Elle traite d'aviation et d'espionnage. Selon Gil Roy d'Aerobuzz.fr, la série est pleine de rebondissements et de flash-backs. Le premier album de la série, Max, reçoit le prix Saint-Michel du meilleur scénario pour l'année 2013. En janvier 2014, l'ouvrage est également récompensé au festival international de la bande dessinée à Angoulême du prix des collégiens.
Il reste dans le domaine de l'aviation et la guerre pour Double 7, one-shot dont l'action se situe cette fois en 1936. Le dessin est fait par André Juillard, son partenaire du désormais classique Mezek (2011), avec des thématiques voisines. Autres retrouvailles, il lance une nouvelle série chez Dupuis avec Olivier Schwartz au dessin : Atom Agency, qui propose un univers de polar truffé de références à la BD franco-belge.
Début 2019, il lance une nouvelle série, toujours chez Dupuis : Avant. C'est une BD d'aventure humoristique qui lui permet de retrouver son ton acerbe des années 1990. L'action se déroule durant la Préhistoire et se concentre sur une petite fille, turbulente progéniture d'un chef de tribu séducteur et débonnaire. Le dessin est assuré par un auteur formé dans le registre de l'héroic fantasy, Jérôme Lereculey.

## Grandes thématiques des scénarios de Yann
Yann est considéré comme un scénariste provocateur, n'hésitant pas à aborder de front des réalités difficiles, sans pour autant les dénoncer explicitement[réf. nécessaire]. Ses « hauts de pages », qu'il anime avec son ami Didier Conrad de la fin 1980 à début 1982 dans Spirou, attaquent avec violence certaines séries phares de la maison (Yoko Tsuno, Papyrus et Génial Olivier).

## Œuvres publiées
Sauf indication contraire, Yann est uniquement scénariste de ces bandes dessinées.

### Dans des périodiques

#### Spirou
- Carte blanche (scénario et dessin), cinq récits courts, 1974-1975
- Divers récits et histoires courtes avec Didier Conrad (dessin), 1979-1981
- Hauts de pages, avec Didier Conrad, 1979-1982
- Les Innommables, avec Didier Conrad (dessin), 2 histoires à suivre, 1980-1982
- Les Brigoleurs (texte), illustré par divers dessinateurs, 1981
- Bob Marone (textes), avec Didier Conrad (illustration), deux nouvelles, 1981
- Oncle Paul, avec divers dessinateurs, cinq récits courts, 1982-1985
- Les Chats se cachent pour mourir, avec Zep (dessin), récit court, 1998
- Chasseurs d'étoiles, avec Olivier Wozniak (dessin), trois histoires à suivre, 1999-2001
- Spoon & White, avec Jean Léturgie (scénario) et Simon Léturgie (dessin), Dupuis, 1999-2002, puis Vents d'Ouest, 2003-2005
- Une aventure de Spirou et Fantasio par…, t. 3 : Le Tombeau des Champignac, avec Tarrin (dessin), 2007
- Spirou et Fantasio t. 50 : Aux sources du Z, avec Jean-David Morvan (scénario) et José-Luis Munuera (dessin), Dupuis, 2008
- Une aventure de Spirou et Fantasio par…, t. 5, 7 et 11 : Le Groom vert-de-gris, La Femme Léopard et Le Maître des Hosties Noires, avec Olivier Schwartz (dessin), 2009, 2014 et 2017
- Spirou dream team, avec Simon Léturgie (dessin), 15 gags et récits courts, depuis 2008

#### Circus
- Bob Marone, avec Didier Conrad (dessin), deux histoires à suivre, 1983-1985
- Divers récits courts et rédactionnels avec divers illustrateurs, 1984-1988
- La Patrouille des libellules, avec Marc Hardy (dessin), quatre récits courts et trois histoires à suivre, 1984-1988
- Yoyo, avec Frank Le Gall, deux histoires à suivre, 1985-1987
- Sambre, t. 1 : Plus ne m'est rien, (sous le pseudonyme Balac), avec Yslaire, 1985-1986
- Lolo et Sucette, avec Marc Hardy (dessin), douze gags et récits courts, 1988
- Célestin Speculoos, avec Denis Bodart (dessin), une histoire à suivre, 1988
- Nuit Blanche, t. 1 : Les spectres du Tsar, avec Olivier Neuray (dessin), 1989

#### Autres
- Nicotine Goudron, avec Denis Bodart (dessin), dans L'Écho des savanes, 11 gags et récits courts, 1988-1991
- Bob Marone, avec Didier Conrad, dans Fluide glacial, 7 gags et récits courts, 2003-2005

### En albums

#### Avec Didier Conrad
- Bébert le Cancrelat, Carton, 1984
Scénario : Yann - Dessin : Conrad - Couleurs : N&B
- Huit mois dans l’enfer des hauts de pages, Bidouille, 1981
Scénario : Yann - Dessin : Conrad - Couleurs : N&B

#### One shots
- Allez coucher, sales bêtes !, Dupuis, 1991
Scénario : Binet, Delporte, Dubois, Gotlib, Lucques, Schoon et Yann - Dessin : René Hausman
- Baston Labaffe no 5 : La Ballade des baffes, Jacky Goupil, 1983
Scénario et dessin : collectif
- Captain America : Rouge, blanc  et bleu, Marvel France, 2003
Scénario : Yann - Dessin : Philippe Berthet - Couleurs : Nick Bertozzi - récit Red raid
- Ciné fripon, Les Humanoïdes Associés, 1992
Scénario et dessin : collectif
- Dérives, Delcourt (collection « Conquistador »), 1991
Scénario : Yann - Dessin : Andreas - récit Puzzle
- Les Merveilleuses Histoires des Oncle Paul, Vents d'Ouest, 1986
Scénario : Yann - Dessin : Yves Chaland, Will, Dany, Philippe Bercovici et Frank Le Gall
- Mezek, Le Lombard (collection « Signé »), 2011
Scénario : Yann - Dessin et couleurs : André Juillard
- Les Mondes de Thorgal hors-série : Aux origines des mondes, Le Lombard, novembre 2012
Scénario : Patrick Gaumer ; Yann ; Yves Sente - Dessin : Grzegorz Rosiński ; Giulio De Vita ; Roman Surzhenko
- Le Prince des écureuils, Dupuis (collection « Aire libre »), 1998
Scénario : Yann - Dessin et couleurs : René Hausman
- Spirou dream team : Marcinelle blues, Dupuis, 2011
Scénario : Yann - Dessin : Simon Léturgie
- Les Trois Cheveux blancs, Dupuis (collection « Aire libre »), 1993
Scénario : Yann - Dessin et couleurs : René Hausman
- Vioq Micmac, Eigrutel (collection « Eigrutel Collector's »), 2001
Scénario : Yann et Berd’Ach - Dessin : Simon Léturgie
- Le Voleur de ballerines, Carton, 1986
Scénario : Yann - Dessin : François Avril - Couleurs : N&B

## Réception

### Prix et distinctions
- 1981 :  Prix Saint-Michel de l'espoir pour Huit mois dans l'enfer des hauts de pages (avec Didier Conrad)
- 1986 :  Grand Prix Saint-Michel pour Plus ne m'est rien (Sambre, t. 1), avec Yslaire
- 1989 : Alph-Art du meilleur album français à Théodore Poussin, t. 3 : Marie Vérité, avec Frank Le Gall[14]
- 1993 : Alph-Art du meilleur album français pour Basil et Victoria t. 2 : Jack (avec Édith)[14]
- 2013 :  Prix Saint-Michel du meilleur scénario pour Dent d'ours, t. 1 : Max[9]
- 2015 : Finaliste Prix de la BD Fnac[15] pour Angel Wings - t. 1 : Burma Banshees, avec Romain Hugault (dessin, couleur)
- 2018 :  Prix Sproing de la meilleure bande dessinée étrangère pour Le Groom vert-de-gris (avec Olivier Schwartz)
- 2018 : Prix Polar du Festival de Cognac du meilleur album dans la catégorie série pour Les bijoux de la Bégum avec Olivier Schwartz[16]

#### Livres
: document utilisé comme source pour la rédaction de cet article.
- Henri Filippini, Dictionnaire de la bande dessinée, Paris, Bordas, 1989, 70, 203, 253, 309, 464, 689 (ISBN 2-04-018455-4, BNF 35065653), p. 529, 605
- Jean-Louis Lechat, Un demi-siècle d’aventures t. 2 : 1970 - 1996, Bruxelles, Le Lombard, 5 décembre 1996, 224 p. (ISBN 280361233X, BNF 37539082), p. 196, 201
- Patrick Gaumer, « Yann », dans Larousse de la BD, Larousse, 2004
- Patrick Gaumer, « Yann (Yann Le Pennetier dit) », dans Dictionnaire mondial de la BD, Paris, Larousse, 2010 (ISBN 9782035843319), p. 927, 928.
- Vincent Bernière, « Yann et Philippe Berthet : Remember Pearl Harbor », dans Les 100 plus belles planches de la BD érotique, Beaux-Arts éditions, 2015 (ISBN 979-1020402011), p. 162-163
- Philippe Mellot, Michel Denni, Laurent Turpin et Isabelle Morzadec, « Yann (Yann Le Pennetier dit) et Balac (Yann dit) », dans Trésors de la bande dessinée BDM 2021-2022 - Catalogue encyclopédique & Argus, Paris, Les Arènes, 2020 (ISBN 9791037502582), p. 56, 85, 88, 91, 112, 119, 120, 161, 162, 217, 225, 232, 269, 283, 300, 327, 328, 358, 401, 408, 490, 516, 544, 653, 664, 674, 708, 732, 782, 794, 805, 809, 846, 882, 884, 894, 909, 993, 995, 999, 1004, 1046, 1065, 1068, 1098, 1099, 1122, 1230, 1236, 1242, 1261, 1295, 1308, 1324

#### Dossiers, ouvrages
- Collectif, Les Cahiers de la bande dessinée no 83 : « Yann qui rêve... et Yann qui fonce », Glénat, décembre 1988, p. 70-113
- Ronan Lancelot, un Harem de Papier, Toth, 2004
- Vivian Lecuivre et Serge Buch, Yann et Conrad une monographie, Mosquito, 2007

#### Périodiques
- Thierry Groensteen, « Le crible : La Lune noire », dans Les Cahiers de la bande dessinée no 68, mars-avril 1986
- Thierry Groensteen, « Yann et la pensée-image », dans Les Cahiers de la bande dessinée no 83, décembre 1988, p. 94-95
- Jean-Paul Jennequin, « Bob Marone : l'aventure gay », dans Les Cahiers de la bande dessinée no 83, décembre 1988, p. 85
- Jean-Christophe Menu, « Yann & Conrad ou Spirou à feu et à sang », dans Les Cahiers de la bande dessinée no 83, décembre 1988, p. 72-107
- Jean-Christophe Menu, « Yann scénariste paradoxal », dans Les Cahiers de la bande dessinée no 83, décembre 1988, p. 72-107, p. 86-109
- Laurent Ruller, « Histoire(s) contemporaine(s) », Les Cahiers de la bande dessinée, no 83,‎ décembre 1988, p. 91
- Yann (int. par Thierry Groensteen et Jean-Christophe Menu), « Entretien avec Yann », Les Cahiers de la bande dessinée, no 83,‎ décembre 1988, p. 72-107
- Yann (int. par Jean-Marc Vidal), « Yann ou l'inconfort intellectuel », BoDoï, no 9,‎ juin 1998, p. 48-53
- Philippe Berthet et Yann (interviewés par Alain De Kuyssche), « Viva Las Vegas et sa pin-up », La Lettre - L'officiel de la bande dessinée, Dargaud, no 60,‎ juillet-août 2001, p. 24-25 (lire en ligne, consulté le 26 juin 2022)
- Hugues Dayez, « Les Aventures d'un journal : Carte blanche à Yann », Spirou, Dupuis, no 3657,‎ 14 mai 2008, p. 29